# Westerlinck-Code
Der Westerlinck-Code (oder „eins, eins, eins“-Code) ist eine symmetrische steganographische Methode. Sein Ergebnis ist ein unauffälliger, plausibler, normal lesbarer Text, der die eigentliche Botschaft versteckt enthält.

## Verschlüsselung
1. Jeder Buchstabe des zu verschlüsselnden Klartexts wird durch einen dreiziffrigen Chiffre repräsentiert. Wertevorrat sei ein verschobenes Ternärsystem {111, 112, 113, 121, … 333}, womit {\displaystyle {3^{3}}=27} Buchstaben eindeutig abgebildet werden.
2. Jede Ziffer wird durch ein klartextlesbares Wort repräsentiert; der Zahlenwert der Ziffer bestimmt die Anzahl der Silben des Wortes.
3. Je eine Dreiergruppe aus ein- bis dreisilbigen Wörtern bildet einen Chiffre. Wörter mit mehr als drei Silben können als Füllwörter zur Steigerung der Plausibilität des Textes verwendet werden.

Beispiel (Codierung der Chiffre 112 in einem Text):
```
n → 112
1 → I; 1 → know; 2 → no-thing
n → I know nothing.
```

## Sicherheit
Die Unauffälligkeit ist optimal, wenn die Abbildung in (1) so gewählt wird, dass die Buchstabenhäufigkeiten normaler Texte der Silbenhäufigkeitsverteilung normaler Texte entsprechen. Ohne Erweiterungen wird damit gleichzeitig sein Schutz gegen Entschlüsselung minimal.
Ohne Erweiterungen ist das Verfahren anfällig gegen Zensoren:
```
I know nothing → I don't know anything.
I don't know → 111
111 → e
```

## Praktische Bedeutung
Computergestützt sind Verfahren dieser Art geeignet, als Schutzmaßnahme gegen Plagiieren durch Copy&Paste Wasserzeichen in Texte einzubetten.